# Комбуаре, Антуан
Антуа́н Комбуаре́ (фр. Antoine Kombouaré; род. 16 ноября 1963, Нумеа) — новокаледонийский футболист и тренер.

## Игровая карьера
Антуан Комбуаре начинал свою карьеру в ФК «Нант», где и стал известен футбольной общественности. После непродолжительного периода, проведённого в составе скромного «Тулона», Комбуаре стал игроком «Пари Сен-Жермен». Его популярность заметно выросла после мячей, забитых головой в ворота «Андерлехта» и мадридского «Реала» на стадиях 1/8 и 1/4 финала Кубка УЕФА в сезоне 1992/93. Партнёрами по линии обороны были известные игроки 90-х — Рикардо, Поля Ле Гуэна и Алена Роша. Через два года парижане, ведомые капитаном Комбуаре, выбили «Барселону» под руководством Йохана Кройфа на стадии четвертьфинала Лиги чемпионов. Но на пути к финалу команда из столицы Франции была дважды обыграна «Миланом».
В 1995 году подписал контракт со швейцарским «Сьоном». В следующем сезон за 300 тысяч долларов перебрался в переживавший не самые лучшие времена «Абердин». Молодой тренер шотландского клуба Рой Эйткен решил пригласить в команду Антуана, посчитав, что опытный защитник сможет укрепить неудачно играющую защитную линию команды. Комбуаре сыграл 50 матчей за клуб и забил три гола. В мае 1998 года покинул Абердин.

## Тренерская карьера
В 2003 году, будучи тренером молодёжного состава ПСЖ, Комбуаре считался одним из претендентов на вакантный пост главного тренера основной команды, но приход другого экс-игрока парижан Вахида Халилходжича поменял планы Антуана. Он решает возглавить «Страсбур». Однако неудачный старт в сезоне 2004/05 привёл его к увольнению из клуба.
В июле 2005 года был назначен главным тренером клуба «Валансьен», который в то время обитал во втором эшелоне французского футбола. В своём первом сезоне он привёл их к продвижению лигой выше, где клуб из региона Нор — Па-де-Кале отсутствовал с 1993 года. В течение трёх сезонов Комбуаре помогал клубу осваиваться на самом высоком уровне французского футбола. Он улучшал положение команды в каждом сезоне: 14 место в 2006—2007 годах, 13-е в 2007—2008 годах и 12-е в 2008—2009 годах. Комбуаре смог добиться очень неплохих результатов для клуба со средним составом и ограниченным бюджетом.
В мае 2009 года бывший клуб Комбуаре «Пари Сен-Жермен» наконец предложил ему должность главного тренера. Он согласился и подписал 3-летний контракт, заменив Поля Ле Гуэна, с которым он играл в ФК «Нант» и ПСЖ. В сезоне 2009/10 парижский клуб, несмотря на подписание таких игроков, как Мевлют Эрдинч и Грегори Купе, не лучшим образом играл в Лиге 1, закончив чемпионат в середине турнирной таблицы. Комбуаре остался на своём посту во многом благодаря успеху в Кубке Франции, где они победили «Монако» в финале.
В 2010—2011 годах он вновь довёл столичных игроков до финала национального Кубка, который они проиграли чемпионам Франции ФК «Лилль». В Кубке лиги парижане, казалось, уже начали готовиться к новому противостоянию с непримиримыми соперниками из марсельского «Олимпика», но в полуфинале были обыграны «Монпелье». В лиге команда выступала успешнее, финишировав на четвёртой строчке. Парижане почти достигли поставленных целей, но их подвели общая усталость и неспособность добиваться результатов в наиболее ответственных матчах. Тем не менее атакующий футбол, в который ПСЖ играл под руководством Антуана Комбуаре, вызывал симпатию у многих зрителей и специалистов.
Клуб приобрёл катарский миллионер Нассер Аль-Хелаифи. В укрепление команды были вложены немалые деньги, спортивным директором стал знаменитый бразилец Леонардо. Пошли разговоры о приглашении и более именитого тренера. На первых порах руководство решило не менять Комбуаре, но первые относительные неудачи стоили тренеру своего места. 29 декабря Антуан был уволен со своей должности, а уже на следующий день его место занял Карло Анчелотти.
27 июня 2012 года было подтверждено, что Комбуаре назначен главным тренером клуба из Саудовской Аравии «Аль-Хиляль». Контракт с ним был подписан сроком на один год.
15 октября 2019 года Комбуаре назначен на пост наставника клуба «Тулуза».
11 февраля 2021 года был официально назначен наставником «Нанта» после увольнения Раймона Доменека.

## Достижения

### В качестве игрока
Пари Сен-Жермен
- Чемпион Франции: 1994
- Вице-чемпион Франции: 1993
- Обладатель Кубка Франции: 1993, 1995
- Обладатель Кубка французской лиги: 1995

 Нант
- Вице-чемпион Франции: 1985, 1986

 Сьон
- Вице-чемпион Швейцарии: 1996
- Обладатель Кубка Швейцарии: 1996

### В качестве тренера
Валансьен
- Чемпион Лиги 2: 2005/06
- Тренер года в Лиге 2: 2005/06

 Пари Сен-Жермен
- Вице-чемпион Франции: 2012
- Обладатель Кубка Франции: 2010
- Финалист Кубка Франции: 2011
- Финалист Суперкубка Франции: 2011

 Нант
- Обладатель Кубка Франции: 2021/22